# Allison to Lillia
Allison to Lillia (アリソンとリリア?, Arison to Riria) è una serie televisiva anime prodotta da Madhouse per la regia di Masayoshi Nishida, trasmessa in Giappone tra il 3 aprile e il 2 ottobre 2008. L'opera è un adattamento delle serie di light novel di Keiichi Sigsawa Allison e Lillia to Treize.

## Trama

Mappa del mondo così come viene disegnata alla lavagna da Wil nel primo episodio

La storia è ambientata in un mondo alternativo con un unico continente in cui ci sono due nazioni separate da un grande fiume e da una catena di montagne: la Confederazione Roxcheanuk, conosciuta come Roxche (ロクシェ?, Rokushe) e il Regno Unito di Bezel Iltoa, detto anche Sou Beil (スー･ベー･イル?, Sū Bē Iru). Gli abitanti delle due nazioni sono convinti di appartenere alla razza che ha portato la civiltà sul pianeta e questo ha generato una guerra che si è protratta per oltre cento anni.
La storia inizia quando questa lunga guerra sta arrivando al termine ed ha come protagonista Allison Whittington, una giovane pilota della forza aerea di Roxche. Allison, che ha una lunga esperienza con i biplani, rimane coinvolta in alcune avventure con il suo amico d'infanzia Wilhelm Schultz (Wil). I due ragazzi si troveranno infatti in territorio nemico e con l'aiuto di Carr Benedict scopriranno un leggendario tesoro che porterà definitivamente la pace tra i due Paesi. In seguito Allison e Wil conosceranno Fiona che aiuteranno a diventare regina di Ikstova dopo che la sua famiglia era stata uccisa anni prima in un colpo di Stato. Alla fine, dopo il fidanzamento di Carr e Fiona, anche Wil e Allison decideranno di andare a vivere assieme.
Quindici anni dopo la protagonista sarà invece Lilliane Schultz (Lillia), la giovane figlia di Wil e Allison. Wil lavora per i servizi segreti ed ha dovuto rinunciare ad Allison e alla figlia, che crede addirittura che lui sia morto in un incidente. Lillia non sa neppure che Treize, che crede il figlio di un locandiere, è in realtà il principe di Ikstova, figlio di Carr e di Fiona. Lillia e Treize vivranno numerose avventure pericolose, sempre aiutati da Allison e da Travas, che in realtà è suo padre Wil che agisce in incognito.

## Personaggi

### Personaggi principali
Allison Whittington (アリソン・ウィッティングトン?, Arison Wittinguton)
Doppiata da: Nana Mizuki (da giovane), Hōko Kuwashima (da adulta)
È una ragazza di circa 17 anni bionda e con gli occhi azzurri. Di carattere volitivo è una caporale aviatrice delle forze armate di Roxche. Rimasta orfana all'età di 9 anni, ha vissuto la sua infanzia ed adolescenza nella "Casa del Futuro", un orfanotrofio gestito da "nonna Muto", dove ha conosciuto Wil, anch'egli orfano, a cui è subito stata legata da un grande sentimento di amicizia. Anche dopo la separazione conseguente all'arruolamento nell'esercito, Allison e Wil hanno mantenuto una fitta corrispondenza e per la ragazza l'amicizia di un tempo si è poco a poco trasformata in qualcosa di più profondo.
Wilhelm Schultz (ヴィルヘルム・シュルツ?, Viruherumu Shurutsu)
Doppiato da: Motoko Kumai
È un ragazzo della stessa età di Allison, di carattere amichevole e di un'incredibile memoria fotografica che lo ha portato ad essere lo studente più brillante della scuola. È stato abbandonato dai genitori sulla porta della "Casa del Futuro" quando aveva tre anni e fin da quando ha conosciuto Allison, poi diventata sua grande amica, è stato influenzato e trascinato dal suo carattere forte ed è sempre rimasto al suo fianco fino a condividere con lei le punizioni inflitte loro per colpa delle marachelle dell'amica. Il suo grande sogno era di vedere almeno una volta il territorio nemico di Sou Beil e all'inizio della storia Allison inconsapevolmente esaudisce il suo desiderio. Wil però non sa che anche la ragazza ha un grande sogno di cui anche lui fa parte e, palesemente più immaturo di lei, non si rende conto dei reali sentimenti che Allison prova per lui.
Carr Benedict (カー・ベネディクト?, Kā Benedikuto)
Doppiato da: Kōichi Yamadera
È un tenente e pilota dell'aviazione militare di Sou Beil, che diventa amico inseparabile di Allison e Wil, sempre pronto ad aiutarli in ogni modo. In seguito alla scoperta dell'antica pittura rupestre che pone di fatto fine alle ostilità tra Sou Beil e Roxche, Carr diventa un eroe conosciuto in tutto il mondo, anche perché Allison e Wil fanno sì che lui si prenda tutto il merito dell'impresa. Ha un forte ascendente sulle donne e tenta di fare la corte anche ad Allison fino a quando capisce che lei non ha occhi che per Wil. Questo suo comportamento termina quando Carr incontra Fiona durante l'avventura che porterà la ragazza a diventare la principessa di Ikstova e ad innamorarsi di lui.
Fiona (フィオナ?)
Doppiata da: Mamiko Noto
È una ragazza di vent'anni che vive in uno sperduto villaggio del regno di Ikstova. In realtà si tratta della sorella gemella segreta di Francesca, la principessa del regno che dieci anni prima era morta assieme a tutta la famiglia nell'incendio doloso del palazzo reale. I genitori di Francesca e di Fiona, prevedendo una cospirazione a loro danno, avevano però fatto costruire il villaggio dove fin dalla nascita avevano fatto abitare Fiona, protetta e nascosta al mondo da tutti gli abitanti, che avevano mantenuto il segreto. Con l'aiuto di Carr, Allison e Wil, Fiona sotto le mentite spoglie della rediviva sorella Francesca, riesce a smascherare i cospiratori di tanti anni prima e a diventare principessa di Ikstova. In seguito a questa avventura, Fiona si innamorerà dell'eroe Carr.

### Altri personaggi
Francesca (フランチェスカ?, Furancesuka)
Doppiata da: Mamiko Noto
Era la sorella gemella di Fiona, che i genitori avevano scelto per succedere loro come regnante. La bambina era però morta a 10 anni assieme ai genitori nell'incendio del palazzo reale, durante un colpo di stato ordito da Owen Nihito, ma prima era riuscita a consegnare alla sorella il pendaglio con il sigillo reale che Fiona utilizzerà per farsi riconoscere come legittima erede al trono.
Corazón Muto (コラソン・ムート?, Korason Mūto)
Doppiata da: Toshiko Fujita
Abitante della nazione di Sou Beil e di nobili origini, era una donna molto influente e rispettata nel suo Paese, fino a quando decise di auto esiliarsi a Roxche e di aprire l'orfanotrofio "Casa del Futuro" per accogliere i bambini vittime della guerra. È stata lei a scegliere il nome ed il cognome di Wil dato che i suoi genitori erano sconosciuti. Soprannominata "nonna Muto" dai suoi ragazzi, aveva insegnato loro la comprensione e l'accettazione dell'"altro", anche se in apparenza "nemico" e questo aiuterà Allison e Wil nella loro avventura a Sou Beil. Nell'anime non ci sono problemi linguistici tra i due popoli, ma nel manga è Corazón Muto ad insegnare la lingua di Sou Beil ai due ragazzi. La donna muore sei mesi prima dell'inizio della storia.

## Produzione
La serie, diretta da Masayoshi Nishida e composta da ventisei episodi, è stata prodotta dalla Madhouse in collaborazione con la Tezuka Productions ed è andata in onda sulla NHK BS2 dal 3 aprile al 2 ottobre 2008. Le sigle di apertura e chiusura sono rispettivamente Tameiki no hashi (溜め息の橋?), cantata dal Kuricorder Quartet e da Shione Yukawa, e Sayonara no omajinai (サヨナラのおまじない?), interpretata sempre dal Kuricorder Quartet e da Sō Matsumoto. In America del Nord i diritti di distribuzione home video sono stati acquistati dalla Sentai Filmworks.

### Episodi
| Nº | Titolo italiano (traduzione letterale) Giapponese 「Kanji」 - Rōmaji | In onda           | In onda |
| Nº | Titolo italiano (traduzione letterale) Giapponese 「Kanji」 - Rōmaji | Giapponese        |         |
| 1  | Allison e Wil 「アリソンとヴィル」 - Arison to Viru | 3 aprile 2008     |         |
| 1  | Wil è uno studente modello del V anno del liceo, che aveva pensato di trascorrere l'estate in pace tra i libri della biblioteca, ma improvvisamente arriva al campus la sua vecchia amica Allison a bordo di un biplano e da quel momento le vacanze studio di Wil saranno solo un ricordo. I due ragazzi durante una passeggiata incontrano Walter McMillan, un anziano soprannominato da tutti il "vecchio pazzo", che racconta loro una storia incredibile: quando era soldato, al di là delle linee nemiche aveva scoperto un "tesoro" che sarebbe stato capace di mettere fine al contenzioso tra Roxche e Sou Beil. Wil e Allison non darebbero molto credito alla storia, ma quando il vecchio viene misteriosamente rapito la ragazza, che è un pilota dell'esercito, prende un aereo e si mette alla sua ricerca trascinando nell'avventura anche il suo amico Wil. |                   |         |
| 2  | Verso il territorio nemico! 「敵国へ!」 - Tekikoku e! | 10 aprile 2008    |         |
| 2  | L'aereo pilotato da Allison oltrepassa il fiume Lutoni che delimita Roxche e Sou Beil, sconfina in territorio nemico, viene intercettato e abbattuto. Wil rimane ferito e Allison lo trasporta fino ad una casa nelle vicinanze in cerca di soccorso. La casa è abitata da Travas Radia, una donna che ha perso il marito e i due figli nella guerra contro gli odiati soldati di Roxche. In principio pensa di consegnare i due ragazzi alle autorità, ma poco a poco comincia a vedere in loro i suoi due figli perduti. Dopo aver ascoltato la loro storia e aver capito che erano alla ricerca del mitico tesoro che avrebbe posto fine alla guerra, dà loro le uniformi militari e le armi dei suoi due figli e li lascia andare via. |                   |         |
| 3  | La guerra di Walter 「ワルターの戦い」 - Warutā no tatakai | 17 aprile 2008    |         |
| 3  | Allison e Wil, travestiti da ufficiali dell'esercito di Sou Beil raggiungono il castello occupato dai militari, dove viene tenuto prigioniero Walter McMillan per essere interrogato in merito al misterioso tesoro. I due ragazzi riescono a penetrare nei sotterranei e a farlo fuggire, aiutati dal tenente Carr Benedict che sembra conoscere Allison molto bene. Walter sa che potrebbe non riuscire a scappare, perciò rivela a Wil (che ha un'incredibile memoria) l'ubicazione del tesoro. Allison e Wil fuggono dal castello con un idrovolante, ma Walter rimane ucciso dai soldati per proteggere la loro fuga, raggiungendo così i suoi compagni d'arme che lo hanno preceduto. |                   |         |
| 4  | Un mondo per due 「二人のいる世界」 - Futari no iru sekai | 24 aprile 2008    |         |
| 4  | Il tenente Carr Benedict viene incaricato di inseguire ed abbattere i fuggitivi. In realtà l'uomo ha il segreto proposito di coprire la fuga di Allison e Wil e li aiuta abbattendo tutti gli aerei che si erano messi al loro inseguimento. Wil, Allison e Carr giungono così nel luogo dove si trova il "tesoro", che non è altro che una pittura murale preistorica, dove però sono già visibili quelle che sarebbero in seguito diventate le insegne di Roxche e Sou Beil: la guerra che nasceva dalla disputa su chi aveva contribuito a creare la civiltà non aveva quindi senso, perché in realtà i due popoli avevano avuto origine da un'unica stirpe. Carr viene incaricato dai due ragazzi di comunicare la notizia al mondo e di prendersi tutto il merito della scoperta; da quel momento le ostilità tra Roxche e Sou Beil terminano. |                   |         |
| 5  | La foresta isolata 「閉ざされた森」 - Tozasareta mori | 1º maggio 2008    |         |
| 5  | Sono passati alcuni mesi da quell'estate memorabile ed ora è inverno e Wil partecipa ad una gita scolastica nel regno di Ikstova. In realtà è stata Allison a convincerlo e a pagargli le spese perché proprio in quel periodo nella zona stanno terminando le esercitazioni congiunte degli eserciti di Roxche e di Sou Beil a cui anche lei partecipa. Allison vuole avere un po' di tempo per incontrare il suo amico e per tentare di parlargli del loro futuro insieme e "rapisce" Wil per portarlo ad una gita in automobile. I due ragazzi vanno al campo militare a trovare il loro amico Carr Benedict, che da tenente è stato promosso Maggiore per gli enormi meriti acquisiti. Sulla strada del ritorno si scatena una tormenta. Allison perde la strada ed arriva in un villaggio isolato, i cui abitanti, apparentemente cordiali, si comportano in maniera molto sospetta. |                   |         |
| 6  | La valle di Fiona 「フィオナの谷」 - Fiona no tani | 8 maggio 2008     |         |
| 6  | Allison e Wil vengono imprigionati dagli abitanti del villaggio, ma vengono momentaneamente liberati da Carr, che si era mosso in loro ricerca dopo aver visto la tormenta di neve. L'ostilità degli abitanti verso gli stranieri è causata dalla necessità di proteggere Fiona (che in realtà si chiama Francesca), una ragazza di vent'anni unica superstite della famiglia reale di Ikstova, perita in un incendio 10 anni prima. Fiona convince gli abitanti del villaggio a lasciare andare Allison, Wil e Carr per dar loro modo di accompagnarla alla capitale del regno, per mostrare a tutti di essere ancora viva. |                   |         |
| 7  | Le persone credibili 「託された者たち」 - Takusareta monotachi | 15 maggio 2008    |         |
| 7  | Allison e Wil su un aereo, Carr e Fiona su di un altro, i quattro partono per la capitale Kunst. Durante il viaggio Fiona confessa a Carr di non essere la vera principessa Francesca e il giovane Maggiore di rimando le confessa di essere anche lui un impostore: non è infatti lui il vero "eroe leggendario" scopritore della pittura murale, i veri eroi sono Wil e Allison, che hanno però preferito dare a Carr tutto il merito. Carr atterra nella piazza principale della città, proprio mentre si sta effettuando un comizio del politico Owen Nihito sull'indipendenza di Ikstova e presenta Fiona alla folla. |                   |         |
| 8  | La principessa e l'eroe 「お嬢様と英雄」 - Ojō-sama to eiyū | 22 maggio 2008    |         |
| 8  | L'identità della principessa Francesca è confermata dal pendaglio reale che porta al collo, dichiarato autentico da Rean Warren, che dieci anni prima era ufficiale della guardia reale ed era scampato miracolosamente all'incendio. Francesca accusa Owen Nihito di essere stato tra i cospiratori che uccisero i suoi genitori: Nihito la prende in ostaggio, ma dopo che Carr lo insegue fin sulla cupola del palazzo reale, precipita e muore. Fiona in realtà è la sorella gemella di Francesca, allevata e protetta nel villaggio appositamente costruito dalla famiglia reale per subentrare alla sorella in caso di sua morte. |                   |         |
| 9  | Il ponte del vecchio campo di battaglia 「元戦場に架かる橋」 - Moto senjō ni kakaru hashi | 29 maggio 2008    |         |
| 9  | Un altro segno che la guerra è finalmente finita è la costruzione del lungo ponte ferroviario sul fiume Lutoni che separa i due continenti Roxche e Sou Beil. Alcuni mesi dopo gli ultimi avvenimenti, per le vacanze di primavera Allison, Wil, Fiona e Benedicht, rigorosamente in incognito, affrontano un viaggio di piacere sul lussuoso treno transcontinentale per raggiungere Soufflestos, la capitale di Sou Beil. |                   |         |
| 10 | Un treno chiamato cospirazione 「陰謀という名の列車」 - Inbō to iu na no ressha | 5 giugno 2008     |         |
| 10 | Una mattina Allison e Wil assistono all'omicidio del capotreno Welch, che viene buttato giù dal treno in corsa da uno sconosciuto mascherato. Allison insegue il malvivente sui tetti dei vagoni, ma l'uomo riesce a fuggire. Con l'aiuto del maggiore Stork, un soldato che svolge il compito di guardia del corpo di Gautier Terol, il capo delle acciaierie Terol che sta viaggiando sul treno, si arriva alla conclusione che il vero obbiettivo dell'assassino è proprio il ricco industriale. Il vagone con tutti i passeggeri (e probabilmente l'assassino che si nasconde tra loro) viene così sganciato dal treno presso una base militare, mentre un unico vagone con Terol, Stork, Carr, Fiona, Allison e Wil prosegue la corsa verso la capitale. |                   |         |
| 11 | Sparate al carro armato 「装甲車に向って撃て」 - Sōkōsha ni mukatte ute | 12 giugno 2008    |         |
| 11 | Il treno viene attaccato da militari non meglio identificati e il maggiore Stork è costretto a gettare la maschera: il suo compito era in realtà quello di arrestare Terol, che stava contrabbandando armi a Sou Beil per fare riprendere la guerra e il treno era attaccato da coloro che non volevano che l'industriale arrivasse vivo all'interrogatorio per paura che rivelasse i nomi dei suoi complici. Dopo un'aspra battaglia contro i militari, viene però ritrovato il corpo di Terol, suicidatosi per non essere arrestato. A Wil però tutta questa storia non convince molto. |                   |         |
| 12 | La lunga giornata di Lilianne 「リリアーヌの長い一日」 - Ririānu no nagai ichinichi | 19 giugno 2008    |         |
| 12 | Il treno giunge a Lilianne, la prima cittadina di Sou Beil oltre le montagne e Allison, Wil, Carr e Fiona prendono alloggio in un albergo. Il giorno dopo Carr invita gli amici e il maggiore Stor ad una piccola cerimonia di fidanzamento in una chiesetta in mezzo a prati fioriti, ed è lì che chiede a Fiona di sposarlo. Wil ha una mente eccezionale e finalmente capisce tutto e rivela agli amici la vera identità di Stor: si tratta del maggiore Oscar Whittington, il padre di Allison, da tutti creduto morto. Il suo piano era di causare un disastro ferroviario per uccidere Terol e seppellire con lui tutti i suoi segreti che avrebbero potuto minare la pace, ma il fatto che la figlia fosse su quello stesso treno gli aveva fatto cambiare repentinamente i suoi propositi. Oscar Whittington fa parte dei servizi segreti ed è costretto a ritornare nell'ombra, ma promette di mantenersi in contatto con la figlia. Quando tutto finisce e Allison e Wil rimangono soli nella chiesetta, la ragazza finalmente riesce a strappare a Wil la promessa di andare a vivere assieme. |                   |         |
| 13 | E così i due... 「そして二人は」 - Soshite futari wa | 26 giugno 2008    |         |
| 13 | È passato ormai molto tempo dall'ultima avventura e Fiona è occupata ad accudire i suoi due gemelli. Wil si è iscritto all'Accademia Federale, eccelle negli studi e conduce assieme ad Allison una vita tranquilla. Tutto però termina quando il padre di Allison lo incontra in segreto e gli propone di entrare nei servizi segreti per aiutarlo nel compito di mantenere la pace, ancora in pericolo. Wil dovrà quindi abbandonare il suo nome, la sua vita e soprattutto la sua amata Allison, anche se non scorda quanto si era ripromesso fin da piccolo: proteggere Allison e stare per sempre al suo fianco. Sono passati ormai sedici anni dal giorno che Allison ha accompagnato Wil al treno e i due si sono detti addio. Lilianne, la figlia quindicenne di Allison e Wil sa che il padre è morto prima che lei nascesse in un incidente ferroviario. Del padre ha solo una foto sfocata, quindi non è strano che non si accorga che il maggiore Travas, il fidanzato della madre, ha in fondo qualcosa di familiare.                                                                        |                   |         |
| 14 | Lillia e Treize 「リリアとトレイズ」 - Riria to Toreizu | 3 luglio 2008     |         |
| 14 | Per le vacanze estive Allison aveva promesso a Lillia di portarla per qualche giorno a visitare la città di Larika, ma quando arriva il momento scopre di avere "impegni molto importanti" e chiede a Treize, il figlio di Fiona e Carr di accompagnare la figlia al suo posto. Lillia conosce solo superficialmente Treize: per lei è solo un ragazzo un po' scapestrato che incontra quando va con la madre in vacanza a Ikstova e non sa che si tratta del figlio della regina. La ragazza non ha neppure idea che il compagno della madre è in realtà suo padre e che i suoi genitori hanno organizzato la sua vacanza sperando che tra i due ragazzi nasca qualcosa. |                   |         |
| 15 | Disastro! 「遭難!」 - Sōnan! | 10 luglio 2008    |         |
| 15 | Lillia non è molto contenta di essere accompagnata da Treize, ma finalmente i due ragazzi raggiungono Larika e decidono di noleggiare un aereo per fare un volo turistico sulla città. Il loro aereo viene però attaccato apparentemente senza motivo e i due riescono a malapena ad atterrare prima che venga distrutto. Perso il mezzo di trasporto, Lillia e Treize si trovano a vagare a piedi per un territorio sconosciuto, ma vengono aiutati da Eyne Morceau, detto "il Guru", fondatore di un orfanotrofio che raccoglie tutti i bambini senza casa della zona. |                   |         |
| 16 | Volo di beneficenza 「チャリティー飛行艇」 - Charitī hikōtei | 17 luglio 2008    |         |
| 16 | Per ritornare a Larika Lillia e Treize salgono su un grande idrovolante che avrebbe dovuto portare i piccoli orfani di Eyne Morceau in una gita premio. Quando però l'aereo è in volo, viene abbandonato dall'equipaggio che si lancia col paracadute e Lillia e Treize non possono fare altro che prendere i comandi. |                   |         |
| 17 | Le ali della giustizia 「大義の翼」 - Taigi no tsubasa | 24 luglio 2008    |         |
| 17 | Purtroppo tutti i passeggeri dell'idrovolante si ritrovano loro malgrado a far parte di un piano dell'esercito del piccolo paese, che avrebbe utilizzato il disastro aereo per spostare i riflettori sulla disastrosa condizione economica. I piccoli orfani sarebbero stati sacrificati per questo, ma Allison, avvertita da Wil (alias Travas) e dai servizi segreti arriva per dare una mano e aiuta Treize a fare ammarare l'aereo. |                   |         |
| 18 | Il bacio premio 「ご褒美のキス」 - Gohōbi no kisu | 7 agosto 2008     |         |
| 18 | Durante l'ammaraggio l'idrovolante colpisce gli scogli e comincia ad affondare, così Lillia, Treize e tutti gli altri ragazzi raggiungono la riva a nuoto. Arriva l'aviazione di Roxche che riporta sani e salvi gli orfani all'orfanotrofio e Lillia e Treize al loro albergo in città. La notte il padre di Lillia si incontra in segreto con Treize, indicandogli una sconcertante e terribile chiave di lettura di tutti gli avvenimenti. Le vacanze di Treize e di Lillia sono terminate e ognuno ritorna a casa, ma entrambi si sono trovati bene assieme e si danno appuntamento per l'inverno ad Ikstova. |                   |         |
| 19 | Iktova in inverno 「冬のイクストーヴァ」 - Fuyu no Ikusutōva | 14 agosto 2008    |         |
| 19 | È arrivato l'inverno e Treize invita Lillia ed Allison ad Ikstova per il Capodanno. Il ragazzo è deciso a raccontare tutto di sé a Lillia, ma la notte dell'ultimo dell'anno qualcosa non andrà per il verso giusto. |                   |         |
| 20 | Il primo sogno del nuovo anno è un incubo 「悪夢の初夢」 - Akumu no hatsuyume | 21 agosto 2008    |         |
| 20 | La famiglia reale (Fiona e Carr) sono presi in ostaggio da un gruppo di persone armate, capeggiato dalla figlia di Owen Nihito. Treize e Lillia riescono ad arrivare alla villetta dove sono tenuti prigionieri i regnanti attraverso un tunnel segreto. |                   |         |
| 21 | Padre e figlia del destino 「宿命の父娘」 - Shukumei no oyako | 28 agosto 2008    |         |
| 21 | La figlia di Owen Nihito è alla ricerca del tesoro che i regnanti di Ikstova tengono nascosto da almeno 400 anni, ma Fiona (che non è la vera regina Francesca come tutti credono) non ne sa niente. Intanto Treize, che non ha ancora detto a Lillia di essere un principe, riesce a chiamare i soccorsi tramite una radio. Il gruppo di rapitori lasciano la casa con Carr e Fiona, ma vengono catturati dai soccorritori. Alcuni rapitori riescono però a catturare Lillia e credendola la figlia della regina, chiedono uno scambio con Fiona. |                   |         |
| 22 | La rivelazione del tesoro 「明かされた秘宝」 - Akasareta hihō | 4 settembre 2008  |         |
| 22 | Grazie ad un piano ideato da Treize, Lillia viene liberata e gli ultimi rapitori vengono arrestati. Il tesoro si rivela una valle nascosta che congiunge il piccolo regno di Ikstova (che appartiene a Roxche) a Sou Beil. In realtà i regnanti avevano mantenuto la valle segreta per tutti quegli anni per evitare che Roxche la utilizzasse per invadere Sou Beil. L'avventura è finita, ma Treize non riesce a svelare a Lillia il segreto delle sue origini. |                   |         |
| 23 | Turisti per caso 「偶然の旅行者たち」 - Gūzen no ryokōshatachi | 11 settembre 2008 |         |
| 23 | La principessa Mathilda è venuta in visita ufficiale a Roxche, ma in realtà il vero scopo della visita è conoscere il principe Treize, che potrebbe essere il suo futuro sposo. Treize accompagna Mathilda nel suo viaggio di ritorno in treno, scortati da Travas (Wil) e la sua squadra. Per una serie di strane circostanze sullo stesso convoglio viaggiano anche Allison e Lillia. |                   |         |
| 24 | Epica battaglia sul treno 「列車大作戦」 - Ressha daisakusen | 18 settembre 2008 |         |
| 24 | Pare che ci sia un complotto per uccidere la principessa Mathilda e Travas decide di separare il treno in due e di proseguire la sua corsa con la principessa, lasciando indietro gli altri passeggeri, tra cui Lillia, Allison e Treize. |                   |         |
| 25 | Il criminale se la ride di nascosto 「犯人は密かに笑う」 - Hannin wa hisoka ni warau | 25 settembre 2008 |         |
| 25 | In realtà l'obbiettivo era invece Treize, lasciato senza scorta sul treno con tutti gli altri passeggeri. Quando Mathilda e Travas se ne rendono conto, ritornano indietro, ma colui che ha escogitato il piano rapisce Lillia per costringere il principe Treize ad uscire allo scoperto. |                   |         |
| 26 | Il mio principe 「私の王子様」 - Watashi no ōji-sama | 2 ottobre 2008    |         |
| 26 | Dopo numerosi colpi di scena il criminale viene ucciso e Lillia scopre finalmente la vera identità di Treize, che alla fine della storia le farà da accompagnatore al ballo della scuola e finalmente le rivelerà i suoi veri sentimenti verso di lei. |                   |         |